# スーパーロボット魂
スーパーロボット魂（スーパーロボットスピリッツ、Super Robot Spirits）はアニメソングのライブイベントである。
ロボットアニメ作品の主題歌および、『スーパーロボット大戦シリーズ』などロボットアニメを題材としたゲーム作品の主題歌を中心に歌われる。
略称は「SRS（Super Robot Spirits）」。
「ANIME JAPAN FES（AJF）関連」と呼ばれるライブイベントの一つ。

## 概要
1997年、バンプレストから発売されているロボットアニメによるクロスオーバー作品「スーパーロボット大戦シリーズ」の10作目にあたる、セガサターン用ソフト『スーパーロボット大戦F』が発売された。これに合わせ「ROBONATION」と題したスーパーロボット大戦とアニメソング歌手とのコラボレーションが行われた。このコラボレーション企画のひとつとしてスタートしたのが本ライブである。初回は「ROBONATION SUPER LIVE」という名称で開催されたが、翌1998年からは「スーパーロボット魂」と名称を変更。以降毎年開催されており、現在は主に毎年4月末頃（東京公演）と5月初頭（大阪公演）に開催されている。また2020年以降は、ストリーミング動画配信及びアーカイブ配信も行われている。
初回は水木一郎・堀江美都子・影山ヒロノブ・MIQの4人で開催。以後この4人に加え毎回多彩なゲストが参加している。出演者はベテランから若手まで幅広く、中には暫くの間アニメソング関連の活動とは離れていた歌手が参加する場合もあり、「○年振りにこの曲を歌った」との事がMCで語られる事も多い。また演奏に関しては、生バンド、生コーラスで行われている。(※2024年の台湾公演を除く)
定番となっている曲はスーパーロボット大戦シリーズのオリジナル曲である「時を越えて」「熱風！疾風！サイバスター」やNINTENDO 64用ソフト『スーパーロボットスピリッツ』のCMソング「鋼の魂」などで、これらの曲はオープニングかエンディングに演奏されることが多い。
ライブ中、“○○特集”と銘打たれたコーナーが組まれる事がある。いわゆるシリーズもの（「マジンガーシリーズ」「ゲッターロボシリーズ」「ガンダムシリーズ」「勇者シリーズ」「J9シリーズ」など）から各作品の主題歌を揃えたり、特定の一作品をエンディング曲や挿入歌まで掘り下げたりといった内容。また毎回ではないが、アコギコーナーが設けられる場合がある。アコギコーナーでは出演者の持ち歌のみならず、オリジナル歌手の出演が難しいと思われる（引退している、他界しているなどの理由から）楽曲などもフォローされる。
「ANIME JAPAN FES（AJF）関連」と総称される音楽ライブイベントの一つであり、最初に行われた公演。このイベントから派生し、以後、『スーパーヒーロー魂』『スーパーアニソン魂』などといった様々なライブ・イベントが開催される事となった。

## 出演者
- 歌手
- ゲスト
各公演の出演歌手およびゲストはそれぞれの回を参照。
- コーラス
  - 女性コーラス - アップルパイ
  - 男性コーラス - ザ☆カインズ→スペースカインズ ※ 地方公演では割愛される場合もある。
- 司会
  - ショッカーO野
  - 宮村優子 - 初回の1997年と、10周年にあたる2007年にショッカーO野とともに司会を担当。

## 1997年

### ROBONATION SUPER LIVE '97 SUMMER
- タイトル：ROBONATION SUPER LIVE '97 SUMMER
- 開催日：1997年8月17日
- 会場：赤坂BLITZ

出演者
- 水木一郎
- 堀江美都子
- 影山ヒロノブ
- MIO

特別ゲスト
- 渡辺宙明

備考
- 舞台装置として実物大のホバーパイルダー（「マジンガーZ」のコクピット）が設置され、ワイヤーにより浮上するという演出がなされた。
- 後にこのライブの模様を収録したVHS、LD発売の際、「スーパーロボット魂 Vol.1」の副題が付けられた。

## 1998年

### スーパーロボット魂'98“春の陣”

#### 大阪公演
- タイトル：スーパーロボット魂（スピリッツ）'98“春の陣”
- 開催日：1998年6月4日
- 会場：大阪 HEAT BEAT

出演者
- 水木一郎
- 影山ヒロノブ
- 遠藤正明
- 岩永雅子
- 鋼鉄兄弟
- アップルパイ

#### 名古屋公演
- タイトル：スーパーロボット魂（スピリッツ）'98“春の陣”
- 開催日：1998年6月5日
- 会場：名古屋 BOTTOM LINE

出演者
- 大阪公演と共通

#### 東京公演
- タイトル：スーパーロボット魂（スピリッツ）'98“春の陣”
- 開催日：1998年6月7日
- 会場：渋谷 ON AIR EAST

出演者
- 水木一郎
- 影山ヒロノブ
- MIO
- 遠藤正明
- 岩永雅子
- 鋼鉄兄弟
- アップルパイ

ゲスト
- おたっきい佐々木
- 鈴木真仁

備考
- 当時「ラジオ・スーパーロボット魂」で水木、影山と共にパーソナリティを務めていた事がきっかけで、声優の鈴木真仁らがゲスト出演。アコースティックではあるが、鈴木が主演を務めたアニメ「赤ずきんチャチャ」の曲など、ロボットアニメではない曲も歌われた。

### スーパーロボット魂'98“夏の陣”

#### 東京公演
- タイトル：AJF1998 スーパーロボット魂'98“夏の陣”
- 開催日：1998年8月16日
- 会場：渋谷 ON AIR EAST

出演者
- 水木一郎
- 堀江美都子
- 影山ヒロノブ
- MIO
- 遠藤正明
- 岩永雅子
- アップルパイ
- Sachi & Nao

ゲスト
- 鈴木真仁

備考
- 3日間6公演が行われた「ANIME JAPAN FES 1998」の1公演として開催。

#### 名古屋公演
- タイトル：スーパーロボット魂'98“夏の陣”
- 開催日：1998年9月12日
- 会場：名古屋 CLUB QUATTRO

出演者
- 水木一郎
- 堀江美都子
- 影山ヒロノブ
- MIO
- アップルパイ

#### 大阪公演
- タイトル：スーパーロボット魂'98“夏の陣”
- 開催日：1998年9月13日
- 会場：大阪 HEAT BEAT

出演者
- 名古屋公演と共通

※ セットリストは名古屋公演と共通

## 1999年

### スーパーロボット魂'99“春の陣”

#### 名古屋公演
- タイトル：スーパーロボット魂'99“春の陣”
- 開催日：1999年4月4日
- 会場：名古屋 TELEPIA HALL

出演者
- 水木一郎
- 堀江美都子
- 影山ヒロノブ
- MIO
- 遠藤正明

#### 大阪公演
- タイトル：スーパーロボット魂'99“春の陣”
- 開催日：1999年4月25日
- 会場：心斎橋 BIG CAT

出演者
- 名古屋公演と共通

※ セットリストは名古屋公演と共通

#### 東京公演
- タイトル：スーパーロボット魂'99“春の陣”
- 開催日：1999年4月29日
- 会場：赤坂BLITZ

出演者
- 水木一郎
- 堀江美都子
- 影山ヒロノブ
- MIO
- 遠藤正明

特別ゲスト
- ささきいさお

備考
- 「宇宙戦艦ヤマト」といったロボットアニメではない作品の主題歌や、「ボイスラッガー」といった特撮作品の曲も一部歌われた。

### スーパーロボット魂'99“夏の陣”
- タイトル：AJF1999 スーパーロボット魂'99“夏の陣”
- 開催日：1999年8月15日
- 会場：渋谷 ON AIR EAST

出演者
- 水木一郎
- 堀江美都子
- 影山ヒロノブ
- MIO
- 遠藤正明
- 岩永雅子

備考
- 3日間7公演が行われた「ANIME JAPAN FES 1999」の1公演として開催。

## 2000年

### スーパーロボット魂2000“春の陣”

#### 東京公演
- タイトル：スーパーロボット魂2000“春の陣”
- 開催日：2000年4月29日
- 会場：赤坂BLITZ

出演者
- 水木一郎
- 堀江美都子
- 影山ヒロノブ
- MIO
- 遠藤正明

ゲスト
- たいらいさお

#### 大阪公演
- タイトル：スーパーロボット魂2000“大阪 春の陣”
- 開催日：2000年5月7日
- 会場：心斎橋 BIG CAT

出演者
- 水木一郎
- 堀江美都子
- 影山ヒロノブ
- MIO
- 遠藤正明

### スーパーロボット魂2000“夏の陣”
- タイトル：AJF2000 スーパーロボット魂2000“夏の陣”
- 開催日：2000年8月13日
- 会場：渋谷 ON AIR EAST

出演者
- 水木一郎
- 堀江美都子
- 影山ヒロノブ
- MIO
- たいらいさお
- 遠藤正明

特別ゲスト
- 串田アキラ

備考
- 3日間7公演が行われた「ANIME JAPAN FES 2000」の1公演として開催。

## 2001年

### スーパーロボット魂2001“春の陣”

#### 東京公演
- タイトル：スーパーロボット魂2001“春の陣”
- 開催日：2001年4月29日
- 会場：赤坂BLITZ

出演者
- 水木一郎
- 影山ヒロノブ
- 堀江美都子
- MIO
- たいらいさお
- JAM Project（水木一郎、影山ヒロノブ、遠藤正明、松本梨香、さかもとえいぞう）

#### 大阪公演
- タイトル：スーパーロボット魂2001 “大阪 春の陣”
- 開催日：2001年5月5日
- 会場：心斎橋 BIG CAT

出演者
- 東京公演と共通

※ セットリストは東京公演と共通

### スーパーロボット魂2001“夏の陣”
- タイトル：AJF2001　スーパーロボット魂2001 “夏の陣”
- 開催日：2001年8月12日
- 会場：渋谷 ON AIR EAST

出演者
- 水木一郎
- 影山ヒロノブ
- 堀江美都子
- MIO
- たいらいさお
- 遠藤正明
- JAM Project（水木一郎、影山ヒロノブ、遠藤正明、松本梨香、さかもとえいぞう）

備考
- 4日間10公演が行われた「ANIME JAPAN FES 2000」の1公演として開催。

## 2002年

### スーパーロボット魂2002“春の陣”

#### 東京公演
- タイトル：スーパーロボット魂2002“春の陣”
- 開催日：2002年4月29日
- 会場：赤坂BLITZ

出演者
- 水木一郎
- 影山ヒロノブ
- 堀江美都子
- MIQ
- 山形ユキオ
- 鮎川麻弥
- 高橋洋子
- JAM Project（水木一郎、影山ヒロノブ、遠藤正明、松本梨香、さかもとえいぞう）

#### 大阪公演
- タイトル：スーパーロボット魂2002“春の陣”
- 開催日：2002年5月4日
- 会場：大阪 ON AIR OSAKA

出演者
- 水木一郎
- 影山ヒロノブ
- 堀江美都子
- MIQ
- 山形ユキオ

### スーパーロボット魂2002 “マジンガーZ 30周年記念ライブ”

#### 大阪公演
- タイトル：スーパーロボット魂2002 “マジンガーZ 30周年記念ライブ”
- 開催日：2002年12月21日
- 会場：大阪 ON AIR OSAKA

出演者
- 水木一郎
- 影山ヒロノブ
- 堀江美都子
- MIQ
- 遠藤正明
- 福山芳樹

#### 神奈川公演
- タイトル：スーパーロボット魂2002 “マジンガーZ 30周年記念ライブ”
- 開催日：2002年12月23日
- 会場：川崎 CLUB CITTA'

出演者
- 大阪公演と共通

特別ゲスト
- 渡辺宙明

## 2003年

### スーパーロボット魂2003 in 札幌
- タイトル：スーパーロボット魂2003 in 札幌
- 開催日：2003年3月21日
- 会場：札幌市民会館

出演者
- 水木一郎
- 堀江美都子
- 影山ヒロノブ
- MIQ
- 遠藤正明

### スーパーロボット魂2003“春の陣”

#### 東京公演
- タイトル：スーパーロボット魂2003“春の陣”
- 開催日：2003年4月29日
- 会場：赤坂BLITZ

出演者
- 水木一郎
- 影山ヒロノブ
- 堀江美都子
- MIQ
- たいらいさお
- 山形ユキオ
- 高橋洋子
- 鮎川麻弥

特別ゲスト
- 森口博子
- 永井一郎

備考
- 初参加として森口博子を迎え「ガンダムシリーズ特集」が組まれた。
- ガンダムシリーズ特集コーナーの冒頭には「機動戦士ガンダム」のOPナレーションを本イベント用にアレンジしたものを、本編でもナレーションを担当する永井一郎が読み上げた。

#### 大阪公演
- タイトル：スーパーロボット魂2003 “大阪 春の陣”
- 開催日：2003年5月4日
- 会場：大阪 ON AIR OSAKA

出演者
特別ゲスト
- 東京公演と共通

※ セットリストは東京公演と共通

## 2004年

### スーパーロボット魂2004“春の陣”

#### 東京公演
- タイトル：スーパーロボット魂 2004 "春の陣"
- 開催日：2004年4月29日
- 会場：Zepp Tokyo

出演者
- 水木一郎
- 堀江美都子
- MIQ
- 影山ヒロノブ
- 遠藤正明
- 鮎川麻弥
- 福山芳樹
- 串田アキラ
- 諸岡ケンジ(ex RD)
- infix

#### 大阪公演
- タイトル：スーパーロボット魂2004 “大阪 春の陣”
- 開催日：2004年5月3日
- 会場：大阪 なんばHatch

出演者
- 東京公演と共通

※ セットリストは東京公演と共通

## 2005年

### スーパーロボット魂2005“春の陣”

#### 東京公演
- タイトル：スーパーロボット魂 2005 "春の陣"
- 開催日：2005年4月29日
- 会場：Zepp Tokyo

出演者
- 水木一郎
- 堀江美都子
- MIQ
- 影山ヒロノブ
- 鮎川麻弥
- 遠藤正明

特別ゲスト
- ささきいさお
- 米倉千尋
- まつざわゆみ

#### 大阪公演
- タイトル：スーパーロボット魂 2005 "大阪春の陣"
- 開催日：2005年5月3日
- 会場：なんばHatch

出演者
特別ゲスト
- 東京公演と共通

※ セットリストは東京公演と共通

## 2006年

### スーパーロボット魂2006“春の陣”

#### 東京公演 一日目
- タイトル：スーパーロボット魂 2006 "春の陣" I
- 開催日：2006年4月29日
- 会場：Zepp Tokyo

出演者
- 水木一郎
- 堀江美都子
- MIQ
- 影山ヒロノブ
- たいらいさお
- 山形ユキオ
- 福山芳樹
- 遠藤正明
- YUKA
- まつざわゆみ

#### 東京公演 二日目
- タイトル：スーパーロボット魂 2006 "春の陣" II GUNDAM
- 開催日：2006年4月30日
- 会場：Zepp Tokyo

出演者
- 森口博子
- MIQ
- 鮎川麻弥
- 米倉千尋
- 川添智久
- infix
- 鵜島仁文
- 中瀬聡美

特別ゲスト
- 永井一郎
- 古川登志夫
- 古谷徹
- 水木一郎
- ショッカーO野

備考
- すべて「ガンダムシリーズ」の楽曲で構成された。
- サンライズ公認の「ガンダム」の名前を冠したライブイベントとしては史上初のイベントとなった。

#### 大阪公演
- タイトル：スーパーロボット魂 2006 "大阪 春の陣"
- 開催日：2006年5月5日
- 会場：なんばHatch

出演者
- 水木一郎
- 堀江美都子
- MIQ
- 影山ヒロノブ
- たいらいさお
- 山形ユキオ
- 森口博子
- 鮎川麻弥
- 米倉千尋
- 鵜島仁文

## 2007年

### スーパーロボット魂2007“春の陣”

#### 東京公演
- タイトル：スーパーロボット魂 2007 "春の陣"
- 開催日：2007年4月29日
- 会場：Zepp Tokyo

出演者
- 水木一郎
- 堀江美都子
- MIQ
- 影山ヒロノブ
- MoJo
- 宮内タカユキ
- たいらいさお
- 山形ユキオ
- 高橋洋子
- 鮎川麻弥
- 松澤由美
- 遠藤正明
- サイキックラバー
- 飯島真理

備考
- 「スーパーロボット魂」開催10周年という事で、初回にショッカーO野とともに司会を務めた宮村優子が10年ぶりに司会として参加。

#### 大阪公演
- タイトル：スーパーロボット魂 2007 "大阪 春の陣"
- 開催日：2007年5月5日
- 会場：なんばHatch

出演者
- 水木一郎
- 堀江美都子
- MIQ
- 影山ヒロノブ
- MoJo
- 宮内タカユキ
- 森口博子
- 高橋洋子
- 鮎川麻弥
- 米倉千尋
- 遠藤正明
- 飯島真理

### ANIME JAPAN FES in 香港 2007 スーパーロボット魂
- タイトル：ANIME JAPAN FES in 香港 2007 スーパーロボット魂
- 開催日：2007年5月19日
- 会場：香港 九龍湾国際展貿中心 Hall B

出演者
- 水木一郎
- 影山ヒロノブ
- 堀江美都子
- MIO
- 遠藤正明

備考
- 香港で2日間に亘って行われた「ANIME JAPAN FES in 香港」の2日目として開催。（※1日目は「スーパーアニソン魂」を開催）
- 日本の公演でも組まれた事が無い「ゲッターロボシリーズ特集」が組まれた。

## 2008年

### スーパーロボット魂2008“春の陣”

#### 東京公演
- タイトル：スーパーロボット魂 2008 "春の陣"
- 開催日：2008年4月29日
- 会場：Zepp Tokyo

出演者
- 水木一郎
- 堀江美都子
- MIQ
- 影山ヒロノブ
- 森口博子
- 鮎川麻弥
- 米倉千尋
- 福山芳樹
- 遠藤正明
- YUKA
- 三浦秀美
- 鈴木けんじ

備考
- 「勇者エクスカイザー」で主題歌を歌った三浦秀美を迎え、「勇者シリーズ特集」が組まれた。

#### 大阪公演
- タイトル：スーパーロボット魂 2008 "大阪 春の陣"
- 開催日：2008年5月5日
- 会場：なんばHatch

出演者
- 水木一郎
- 堀江美都子
- MIQ
- 影山ヒロノブ
- 森口博子
- 鮎川麻弥
- 米倉千尋
- 福山芳樹
- 遠藤正明
- YUKA
- 三浦秀美

## 2009年

### スーパーロボット魂2009“春の陣”

#### 東京公演
- タイトル：スーパーロボット魂 2009 "春の陣"
- 開催日：2009年4月29日
- 会場：Zepp Tokyo

出演者
- 水木一郎
- 堀江美都子
- MIQ
- 影山ヒロノブ
- 森口博子
- 米倉千尋
- 福山芳樹
- 麻倉あきら
- ステファニー
- チエ・カジウラ
- AKINO with bless4

備考
- 『マクロス7』15周年として、福山芳樹・チエ・カジウラのFire Bomberによる「マクロス7コーナー」が設けられた。過去にFire Bomberとして単独のライブを開催したことはあるものの、アニメソングのライブイベントに出演するのは初めてとのことが語られた。

#### 大阪公演
- タイトル：スーパーロボット魂 2009 "大阪 春の陣"
- 開催日：2009年5月5日
- 会場：なんばHatch

出演者
- 水木一郎
- 堀江美都子
- MIQ
- 影山ヒロノブ
- 森口博子
- 米倉千尋
- 福山芳樹
- 麻倉あきら
- チエ・カジウラ
- AKINO with bless4

## 2010年

### スーパーロボット魂2010“春の陣”

#### 東京公演
- タイトル：スーパーロボット魂 2010 "春の陣"
- 開催日：2010年4月29日
- 会場：Zepp Tokyo

出演者
- 水木一郎
- 堀江美都子
- MIQ
- 影山ヒロノブ
- 鮎川麻弥
- 米倉千尋
- YUKA
- 福山芳樹
- 遠藤正明
- チエカジウラ
- 新井正人
- 美郷あき

特別ゲスト
- ささきいさお

備考
- 特集コーナーは「勇者シリーズ」「マクロス7」「スーパーロボット大戦」「長浜ロマンロボ三部作」「ガンダムシリーズ」。

#### 大阪公演
- タイトル：スーパーロボット魂 2010 "春の陣"
- 開催日：2010年5月5日
- 会場：なんばHatch

出演者
特別ゲスト
- 東京公演と共通

備考
- ライブ本番前の楽屋から、当日生放送のあったNHK-FMのラジオ番組「今日は一日帰ってきたアニソン三昧」に水木一郎、堀江美都子、影山ヒロノブが電話出演した。ライブ終了後、水木は番組放送時間内に東京へ戻り、スタジオで生歌を披露している。
- セットリストは東京公演と共通

## 2011年

### スーパーロボット魂2011“春の陣”

#### 東京公演
- タイトル：スーパーロボット魂 2011 “春の陣”
- 開催日：2011年4月29日
- 会場：Zepp Tokyo

出演者
- 水木一郎
- 堀江美都子
- 影山ヒロノブ
- MIQ
- 森口博子
- 鮎川麻弥
- 米倉千尋
- たいらいさお
- 山形ユキオ
- 美郷あき
- angela

特別ゲスト
- ささきいさお

備考
- 公演終了後、出演者全員による東日本大震災被災者救援の義援金募金活動が行われた。
- また、義援金グッズとしてTシャツとタオルが作られ、全収益が日本赤十字社を通じて寄付された。

#### 大阪公演
- タイトル：スーパーロボット魂 2011 “大阪 春の陣”
- 開催日：2011年5月5日
- 会場：なんばHatch

出演者
- 水木一郎
- 堀江美都子
- 影山ヒロノブ
- MIQ
- 福山芳樹
- 遠藤正明
- たいらいさお
- 山形ユキオ
- 美郷あき
- angela

特別ゲスト
- ささきいさお

備考
- 東京では公演後に募金活動が行われたが、大阪では開演前に募金活動が行われた。

## 2012年

### スーパーロボット魂2012“春の陣”

#### 東京公演
- タイトル：スーパーロボット魂 2012 “春の陣”
- 開催日：2012年4月29日
- 会場：Zepp Tokyo

出演者
- 水木一郎
- 堀江美都子
- MIQ
- 影山ヒロノブ
- 遠藤正明
- きただにひろし
- 森口博子
- 鮎川麻弥
- 米倉千尋
- angela
- AKINO with bless4

#### 大阪公演
- タイトル：スーパーロボット魂 2012 “大阪 春の陣”
- 開催日：2012年5月5日
- 会場：なんばHatch

出演者
- 東京公演と共通

※ セットリストは東京公演と共通

## 2013年

### スーパーロボット魂2013“春の陣”

#### 東京公演 一日目
- タイトル：スーパーロボット魂 2013 “春の陣” 2DAYS
- 開催日：2013年4月28日
- 会場：Zepp Tokyo

出演者
- MIQ
- 森口博子
- 鮎川麻弥
- 米倉千尋
- 麻倉あきら
- 新井正人
- 川添智久
- 鵜島仁文
- ひろえ純
- 串田アキラ
- 福山芳樹
- angela
- 笠原弘子

備考
- 二日間公演の一日目。いわゆるリアルロボット系に分類されるアニメの楽曲を中心に歌われた。

#### 東京公演 二日目
- タイトル：スーパーロボット魂 2013 “春の陣” 2DAYS
- 開催日：2013年4月29日
- 会場：Zepp Tokyo

出演者
- 水木一郎
- 堀江美都子
- 影山ヒロノブ
- MIQ
- 遠藤正明
- たいらいさお
- 山形ユキオ
- AKINO with bless4
- 石原慎一
- アンディ小山

特別ゲスト
- ささきいさお

備考
- 二日間公演の二日目。いわゆるスーパーロボット系に分類されるアニメの楽曲を中心に歌われた。

#### 大阪公演
- タイトル：スーパーロボット魂 2013 “大阪 春の陣”
- 開催日：2013年5月5日
- 会場：なんばHatch

出演者
- 水木一郎
- 堀江美都子
- 影山ヒロノブ
- MIQ
- 遠藤正明
- 福山芳樹
- angela
- アンディ小山
- 笠原弘子

特別ゲスト
- ささきいさお

## 2014年

### スーパーロボット魂2014“春の陣”

#### 東京公演 一日目
- タイトル：スーパーロボット魂 2014 “春の陣” 2DAYS
- 開催日：2014年4月28日
- 会場：Zepp Tokyo

出演者
- MIQ
- 森口博子
- 鮎川麻弥
- 福山芳樹
- 遠藤正明
- 川添智久
- 米倉千尋
- 笠原弘子
- 松澤由美
- angela
- 結城アイラ
- 佐咲紗花

#### 東京公演 二日目
- タイトル：スーパーロボット魂 2014 “春の陣” 2DAYS
- 開催日：2014年4月29日
- 会場：Zepp Tokyo

出演者
- 水木一郎
- 堀江美都子
- 影山ヒロノブ
- MIQ
- MoJo
- たいらいさお
- 遠藤正明
- さとうゆか
- AKINO with bless4
- 樋浦一帆
- 三重野瞳

備考
- マジンガーZ～レジェンド降臨ver.～はボーカロイド「Lily」とのコラボレーション楽曲であるが、ライブでもLilyの音声に合わせてバンドが演奏を行うという手法が取られた。

#### 大阪公演
- タイトル：スーパーロボット魂 2014 “大阪 春の陣”
- 開催日：2014年5月5日
- 会場：なんばHatch

出演者
- 水木一郎
- 堀江美都子
- 影山ヒロノブ
- MIQ
- MoJo
- 森口博子
- 遠藤正明
- 福山芳樹
- 松澤由美
- angela
- 樋浦一帆
- 三重野瞳

## 2015年

### スーパーロボット魂2015“春の陣”

#### 東京公演 一日目
- タイトル：スーパーロボット魂 2015 “春の陣” 2DAYS
- 開催日：2015年4月28日
- 会場：Zepp Tokyo

出演者
- MIQ
- 森口博子
- 鮎川麻弥
- 川添智久
- 米倉千尋
- 麻倉あきら
- 福山芳樹
- 笠原弘子
- 松澤由美
- 柿島伸次
- コミネリサ

#### 東京公演 二日目
- タイトル：スーパーロボット魂 2015 “春の陣” 2DAYS
- 開催日：2015年4月29日
- 会場：Zepp Tokyo

出演者
- 水木一郎
- 堀江美都子
- 影山ヒロノブ
- MIQ
- 遠藤正明
- さとうゆか
- 三浦秀美
- 桑田靖子

特別ゲスト
- ささきいさお

備考
- 初参加として彩子名義で「勇者警察ジェイデッカー」主題歌を歌った桑田靖子、また7年ぶりに参加の三浦秀美を迎え、勇者シリーズ25周年コーナーが組まれた。

#### 大阪公演
- タイトル：スーパーロボット魂 2015 “大阪 春の陣”
- 開催日：2015年5月5日
- 会場：なんばHatch

出演者
- 水木一郎
- 堀江美都子
- 影山ヒロノブ
- MIQ
- 森口博子
- 福山芳樹
- 遠藤正明
- angela

特別ゲスト
- ささきいさお

## 2016年

### スーパーロボット魂2016“春の陣”

#### 東京公演 一日目
- タイトル：スーパーロボット魂 2016 “春の陣” 2DAYS
- 開催日：2016年4月29日
- 会場：Zepp Tokyo

出演者
- 水木一郎
- 堀江美都子
- 影山ヒロノブ
- MIQ
- 遠藤正明
- たいらいさお
- 山形ユキオ
- 樋浦一帆

特別ゲスト
- ささきいさお

備考
- 公演終了後、出演者全員による熊本地震被災者救援の義援金募金活動が行われた。（東京公演二日目も同様）

#### 東京公演 二日目
- タイトル：スーパーロボット魂 2016 “春の陣” 2DAYS
- 開催日：2016年4月30日
- 会場：Zepp Tokyo

出演者
- MIQ
- 鮎川麻弥
- 森口博子
- 米倉千尋
- 川添智久
- 福山芳樹
- 笠原弘子
- 飯島真理
- 松澤由美

#### 大阪公演
- タイトル：スーパーロボット魂 2016 “大阪 春の陣”
- 開催日：2016年5月5日
- 会場：なんばHatch

出演者
- 水木一郎
- 堀江美都子
- 影山ヒロノブ
- MIQ
- 福山芳樹
- 遠藤正明
- たいらいさお
- 山形ユキオ
- 樋浦一帆

備考
- 東京では公演後に募金活動が行われたが、大阪では開演前に募金活動が行われた。

## 2017年

### スーパーロボット魂2017"春の陣"～20th Anniversary～

#### 東京公演 一日目
- タイトル：スーパーロボット魂 2017 “春の陣” 2DAYS
- 開催日：2017年4月29日
- 会場：Zepp Tokyo

出演者
- MIQ
- 鮎川麻弥
- 森口博子
- 米倉千尋
- 福山芳樹
- 笠原弘子
- ひろえ純
- 新井正人
- 飯島真理

#### 東京公演 二日目
- タイトル：スーパーロボット魂 2017 “春の陣” 2DAYS
- 開催日：2017年4月30日
- 会場：Zepp Tokyo

出演者
- 水木一郎
- 堀江美都子
- 影山ヒロノブ
- MIQ
- 遠藤正明
- アンディ小山
- たいらいさお
- angela

特別ゲスト
- ささきいさお

備考
- ライブ開始のオープニングSEは20年前の初回公演「ROBONATION SUPER LIVE」と同じものが使用された。
- 堀江美都子の還暦と、影山ヒロノブのデビュー40周年を祝い、アニソン歌手有志とスタッフ一同から、堀江にはハワイアンジュエリー、影山には折り畳み式のアコースティックギターが贈られた。

#### 大阪公演
- タイトル：スーパーロボット魂 2017 “大阪 春の陣”
- 開催日：2017年5月5日
- 会場：なんばHatch

出演者
- 水木一郎
- 堀江美都子
- 影山ヒロノブ
- MIQ
- 福山芳樹
- 遠藤正明
- 米倉千尋
- アンディ小山
- たいらいさお
- 森口博子

## 2018年

### スーパーロボット魂2018"春の陣"

#### 東京公演 一日目
- タイトル：スーパーロボット魂 2018 “春の陣” 2DAYS
- 開催日：2018年4月28日
- 会場：Zepp Tokyo

出演者
- MIQ
- 鮎川麻弥
- 森口博子
- 米倉千尋
- 福山芳樹
- 笠原弘子
- 川添智久
- ステファニー
- ハセガワダイスケ
- 真行寺恵里

#### 東京公演 二日目
- タイトル：スーパーロボット魂 2018 “春の陣” 2DAYS
- 開催日：2018年4月29日
- 会場：Zepp Tokyo

出演者
- 水木一郎
- 堀江美都子
- 影山ヒロノブ
- MIQ
- 遠藤正明
- 樋浦一帆

特別ゲスト
- ささきいさお

#### 大阪公演
- タイトル：スーパーロボット魂 2018 “大阪 春の陣”
- 開催日：2018年5月5日
- 会場：なんばHatch

出演者
- 水木一郎
- 堀江美都子
- 影山ヒロノブ
- MIQ
- 福山芳樹
- 遠藤正明
- 樋浦一帆
- 鮎川麻弥
- 真行寺恵里

## 2019年

### スーパーロボット魂2019"春の陣"

#### 東京公演 一日目
- タイトル：スーパーロボット魂 2019 “春の陣” 2DAYS
- 開催日：2019年4月27日
- 会場：Zepp Tokyo

出演者
- MIQ
- 鮎川麻弥
- 森口博子
- 川添智久
- 米倉千尋
- 飯島真理
- 福山芳樹
- 笠原弘子
- 長友仍世(infix)
- 速水けんたろう

#### 東京公演 二日目
- タイトル：スーパーロボット魂 2019 “春の陣” 2DAYS
- 開催日：2019年4月28日
- 会場：Zepp Tokyo

出演者
- 水木一郎
- 堀江美都子
- 影山ヒロノブ
- MIQ
- 遠藤正明
- 鈴木けんじ
- 三重野瞳
- Z-project / a.k.a. RAMAR Vo.酒井悠介 Gu:馬場一人

特別ゲスト
- ささきいさお

#### 大阪公演
- タイトル：スーパーロボット魂 2019 “大阪 春の陣”
- 開催日：2019年5月5日
- 会場：なんばHatch

出演者
- 水木一郎
- 堀江美都子
- 影山ヒロノブ
- MIQ
- 遠藤正明
- 福山芳樹
- 三重野瞳
- Z-project / a.k.a. RAMAR Vo.酒井悠介 Gu:馬場一人

## 2020年

### スーパーロボット魂2020"春の陣"
当初、東京公演が4月25日・26日、大阪公演が5月5日に予定されていたが、新型コロナウイルス感染拡大の状況を受け、東京公演は夏に公演が延期され、大阪公演は中止となった。
振替公演は客席数を制限した上で有観客で行われ、両日とも「PIA LIVE STREAM」でのストリーミング配信およびアーカイブ配信も合わせて行われた。

#### 東京公演 一日目
- タイトル：スーパーロボット魂 2020 “春の陣” 2DAYS （振替公演）
- 開催日：2020年8月15日
- 会場：Zepp Tokyo

出演者
- MIQ
- 鮎川麻弥
- 笠原弘子
- 新井正人
- ひろえ純
- 諸岡ケンジ（RD）
- 長友仍世(infix）

#### 東京公演 二日目
- タイトル：スーパーロボット魂 2020 “春の陣” 2DAYS （振替公演）
- 開催日：2020年8月16日
- 会場：Zepp Tokyo

出演者
- 水木一郎
- 堀江美都子
- MIQ
- たいらいさお
- 山形ユキオ
- 三浦秀美
- さとうゆか
- 桑田靖子
- 鴨下泰子

備考
- 初参加の鴨下泰子を迎え「勇者シリーズ30周年」を記念したコーナーが組まれた。
- 堀江美都子の歌唱が予定されていたが、当日リハーサル時に熱中症の症状が見られた為、歌唱を見合わせた。最終曲の前に登壇し、無事を報告している。

## 2021年

### スーパーロボット魂2021

#### 東京公演 一日目
- タイトル：スーパーロボット魂2021 ～stage universe～
- 開催日：2021年4月24日
- 会場：Zepp Tokyo

出演者
- MIQ
- 鮎川麻弥
- 川添智久
- 米倉千尋
- 福山芳樹
- 笠原弘子
- 諸岡ケンジ（RD）
- 長友仍世(infix）

備考
- 公演の模様は、ストリーミング動画配信およびアーカイブ配信も合わせて行われた。（公演二日目も同様）

#### 東京公演 二日目
- タイトル：スーパーロボット魂2021 ～stage terra～
- 開催日：2021年4月25日
- 会場：Zepp Tokyo

出演者
- 水木一郎
- 堀江美都子
- 影山ヒロノブ
- MIQ
- 遠藤正明
- 樋浦一帆

備考
- 当日、水木一郎が声帯不全麻痺の症状に見舞われた為、一部の歌唱のみに留まった。

## 2022年

### スーパーロボット魂2022 ～25th Anniversary～

#### 東京公演 一日目
- タイトル：スーパーロボット魂2022 ～stage universe～
- 開催日：2022年4月29日
- 会場：Zepp Haneda（TOKYO）

出演者
- MIQ
- 鮎川麻弥
- 川添智久
- 米倉千尋
- 福山芳樹
- 笠原弘子
- 松澤由美

特別ゲスト
- 串田アキラ

#### 東京公演 二日目
- タイトル：スーパーロボット魂2022 ～stage terra～
- 開催日：2022年4月30日
- 会場：Zepp Haneda（TOKYO）

出演者
- 水木一郎
- 堀江美都子
- 影山ヒロノブ
- MIQ
- 遠藤正明
- アンディ小山
- 田村直美

## 2023年

### スーパーロボット魂2023

#### 東京公演 一日目
- タイトル：スーパーロボット魂2023 ～stage universe～
- 開催日：2023年4月29日
- 会場：Zepp Haneda（TOKYO）

出演者
- MIQ
- 鮎川麻弥
- 川添智久
- 米倉千尋
- 福山芳樹
- 笠原弘子
- 麻倉あきら
- 速水けんたろう
- 森口博子
- 玉置成実

備考
- 2022年12月に他界した水木一郎を追悼し、アコギコーナーでは事前のリクエストから選出された水木一郎歌唱のロボットアニメソングが歌われた。（二日目、大阪公演も同様）

#### 東京公演 二日目
- タイトル：スーパーロボット魂2023 ～stage terra～
- 開催日：2023年4月30日
- 会場：Zepp Haneda（TOKYO）

出演者
- ささきいさお
- 堀江美都子
- 影山ヒロノブ
- MIQ
- 遠藤正明
- bless4
- MoJo
- 河内淳一

#### 大阪公演
- タイトル：スーパーロボット魂2023 大阪
- 開催日：2023年5月5日
- 会場：なんばHatch

出演者
- ささきいさお
- 堀江美都子
- 影山ヒロノブ
- MIQ
- 福山芳樹
- 笠原弘子
- 遠藤正明

## 2024年

### スーパーロボット魂2024“春の陣”

#### 東京公演 一日目
- タイトル：スーパーロボット魂 2024 東京 ～stage universe～
- 開催日：2024年4月27日
- 会場：Zepp Haneda（TOKYO）

出演者
- MIQ
- 鮎川麻弥
- 森口博子
- 米倉千尋
- 福山芳樹
- 笠原弘子
- 玉置成実
- ひろえ純
- 浜口祐夢

備考
- 公演終了後、出演者有志による能登半島地震・台湾東部沖地震への募金活動が行われた。（公演二日目も同様）

#### 東京公演 二日目
- タイトル：スーパーロボット魂 2024 東京 ～stage terra～
- 開催日：2024年4月28日
- 会場：Zepp Haneda（TOKYO）

出演者
- ささきいさお
- 堀江美都子
- 影山ヒロノブ
- MIQ
- 遠藤正明
- たいらいさお
- 山形ユキオ
- 渡辺学
- 川畑アキラ

#### 大阪公演
- タイトル：スーパーロボット魂 2024 大阪
- 開催日：2024年5月5日
- 会場：なんばHatch

出演者
- ささきいさお
- 堀江美都子
- 影山ヒロノブ
- MIQ
- 遠藤正明
- 福山芳樹
- 玉置成実

### スーパーロボット魂2024 台北
- タイトル：スーパーロボット魂 2024 台北
- 開催日：2024年5月19日
- 会場：台北花博爭豔館

出演者
- 堀江美都子
- 影山ヒロノブ
- MIQ
- 遠藤正明
- 鮎川麻弥
- 福山芳樹

備考
- 公演はバンド演奏でなくカラオケ＆アンプラグドで行われた。

### スーパーロボット魂　笠原弘子・福山芳樹スペシャルアコギライブ2024

#### 広州公演
- タイトル：スーパーロボット魂　笠原弘子・福山芳樹スペシャルアコギライブ2024
- 開催日：2024年11月16日
- 会場：広州市　広州音楽唐人館

出演者
- 笠原弘子
- 福山芳樹

#### 上海公演
- タイトル：スーパーロボット魂　笠原弘子・福山芳樹スペシャルアコギライブ2024
- 開催日：2024年11月17日
- 会場：上海市　maolivehouse

出演者
- 笠原弘子
- 福山芳樹

## 2025年

### スーパーロボット魂2025“春の陣”

#### 東京公演 一日目
- タイトル：スーパーロボット魂 2025 東京 ～stage universe～
- 開催日：2025年4月26日
- 会場：Zepp Haneda（TOKYO）

出演者
- MIQ
- 鮎川麻弥
- 森口博子
- 川添智久
- 米倉千尋
- 福山芳樹
- 笠原弘子
- 諸岡ケンジ(RD)
- 飯島真理

#### 東京公演 二日目
- タイトル：スーパーロボット魂 2025 東京 ～stage terra～
- 開催日：2025年4月27日
- 会場：Zepp Haneda（TOKYO）

出演者
- ささきいさお
- 堀江美都子
- 影山ヒロノブ
- MIQ
- 遠藤正明
- さとうゆか
- 下町兄弟
- 高取ヒデアキ
- Sister MAYO☆

#### 大阪公演
- タイトル：スーパーロボット魂 2025 大阪
- 開催日：2025年5月5日
- 会場：なんばHatch

出演者
- ささきいさお
- 堀江美都子
- 影山ヒロノブ
- MIQ
- 遠藤正明
- 福山芳樹
- 笠原弘子

### スーパーロボット魂2025 台北
- タイトル：スーパーロボット魂 2025 台北
- 開催日：2025年5月18日
- 会場：Zepp New Taipei

出演者
- 堀江美都子
- 影山ヒロノブ
- MIQ
- 福山芳樹
- 米倉千尋
- 玉置成実